# Анапка (село)
Анапка — упразднённое село в Карагинском районе Камчатского края (до 2007 в Корякском автономном округе) Российской Федерации.

## География
Расположено на косе Хайянавын на берегу Берингова моря.

## История
Официально ликвидировано 13 декабря 1974 года.

## Связанные с селом
Близ села Анапка на стойбище Пахтыткуваям родился Иван Баранников (1921—1941) — корякский писатель.
В селе Анапка работал учителем по распределению и активно участвовал в организации местной художественной самодеятельности российский бард Юлий Ким.